# Liste der Monuments historiques in Valleret
Die Liste der Monuments historiques in Valleret führt die Monuments historiques in der französischen Gemeinde Valleret auf.

## Liste der Objekte
| Bezeichnung                  | Beschreibung                          | Standort                       | Kennzeichnung | Schutzstatus | Datum | Bild |
| ---------------------------- | ------------------------------------- | ------------------------------ | ------------- | ------------ | ----- | ---- |
| Skulptur Heiliger Leudomerus | Holz, farbig gefasst, 17. Jahrhundert | in der Kirche St-Lumier (Lage) | PM52001517    | Inscrit      | 1992  |      |